# Naegleria
Naegleria es un género de protistas de vida libre patogénicos, es decir que son parásitos oportunistas o facultativos, más bien que parásitos obligados. Son ubicuos en agua y suelo, por lo que sobreviven tanto dentro como fuera de un hospedador. Son responsables de la meningoencefalitis amebiana primaria. Los parásitos se pueden adquirir por contacto de las fosas nasales con agua contaminada o por inhalación. Se ha observado en frotis de garganta, nariz y heces de personas sanas y se desconoce el motivo de que sea patógena solo en determinados casos. Presentan tanto una forma trofozoita (activa) como una forma de resistencia, el quiste (vegetativa). La especie típica es N. fowleri.

## Patología
El parásito puede alcanzar el cerebro al entrar en contacto con las fosas nasales y atravesar la lámina cribosa del hueso etmoides causando graves cuadros de meningoencefalitis por necrosis e inflamación. Son enfermedades de curso rápido y brusco produciendo en 3 - 5 días un cuadro de irritación meningea, caracterizada por cefalea, vómitos, fiebre, congestión nasal y dolor de garganta. Finalmente puede haber convulsiones, apnea y muerte por paro cardíaco. El cuadro clínico es rápido y fulminante haciendo que la mayoría de los casos sean diagnosticados post mortem.

## Galería

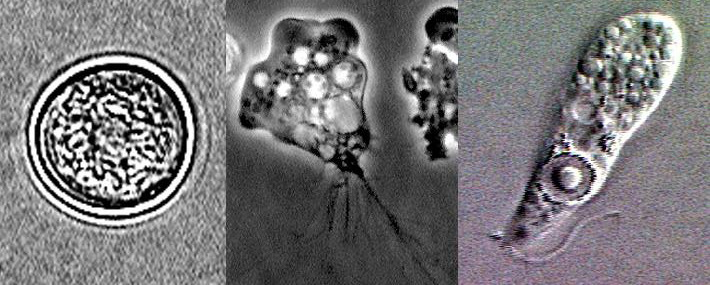
Quiste, flagelado y ameba de Naegleria fowleri
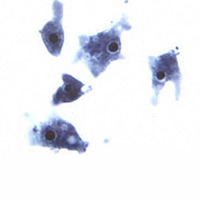
Naegleria fowleri
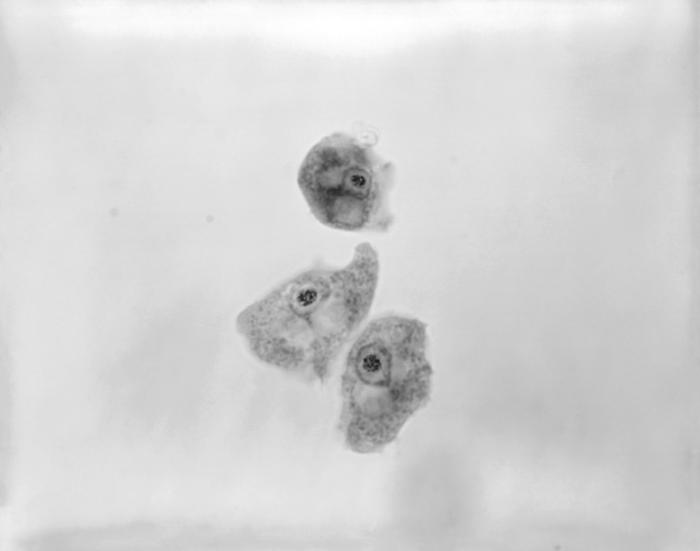
Naegleria gruberi